# 서울특별시교육감
서울특별시교육감은 서울특별시교육청의 장으로, 교육감은 차관급 정무직공무원으로 보한다.

## 역대 교육감
다음은 역대 서울특별시교육감 목록이다. 
| 선출 방식   | 대수         | 이름   | 임기                             | 비고 |
| ----------- | ------------ | ------ | -------------------------------- | --- |
| 관선        | 초대         | 김영훈 | 1956년 11월 24일~1960년 5월 12일 | |
| 관선        | 제2대        | 정의택 | 1960년 5월 13일~1961년 5월 16일  | |
| 관선        | 제3대        | 박현식 | 1961년 6월 3일~1964년 2월 3일    | |
| 관선        | 제4대        | 김원규 | 1964년 2월 4일~1965년 8월 3일    | |
| 관선        | 제5대        | 최복현 | 1965년 8월 4일~1969년 8월 3일    | |
| 관선        | 제6대        | 오경인 | 1969년 8월 4일~1970년 12월 29일  | |
| 관선        | 제7대        | 하점생 | 1970년 12월 30일~1974년 11월 3일 | |
| 관선        | 제8대        | 하점생 | 1974년 11월 4일~1977년 9월 28일  | 재선 |
| 관선        | 제9대        | 이창갑 | 1977년 9월 29일~1981년 9월 28일  | |
| 관선        | 제10대       | 구본석 | 1981년 9월 29일~1985년 8월 25일  | |
| 관선        | 제11대       | 최열곤 | 1985년 8월 26일~1988년 8월 25일  | |
| 관선        | 제12대       | 김상준 | 1988년 8월 26일~1992년 8월 25일  | |
| 간선        | 제13대       | 이준해 | 1992년 8월 26일~1996년 8월 25일  | |
| 간선        | 제14대       | 유인종 | 1996년 8월 26일~2004년 8월 25일  | |
| 간선        | 제16대       | 공정택 | 2004년 8월 26일~2008년 8월 25일  | |
| 직선        | 제17대       | 공정택 | 2008년 8월 26일~2009년 10월 29일 | 재선/직선제 초선 지방교육자치에 관한 법률 위반에 대한 대법원 확정 판결로 교육감직 상실                                                                     |
| 교육부 파견 | 권한대행     | 김경회 | 2009년 10월 29일~2010년 3월 7일  | 부교육감, 교육감 출마를 이유로 도중 사퇴. |
| 교육부 파견 | 권한대행     | 이성희 | 2010년 3월 8일~2010년 6월 30일   | 부교육감 |
| 직선        | 제18대       | 곽노현 | 2010년 7월 1일~2012년 9월 27일   | 지방교육자치에 관한 법률 위반에 대한 수사를 위한 중도 구속으로 권한대행체제로 넘어감.                                                                      |
| 교육부 파견 | 권한대행     | 임승빈 | 2011년 9월 21일~2011년 10월 27일 | 부교육감 |
| 교육부 파견 | 권한대행     | 이대영 | 2011년 10월 28일~2012년 1월 18일 | 부교육감 |
| 직선        | 제18대       | 곽노현 | 2012년 1월 19일~2012년 9월 26일  | 지방교육자치에 관한 법률 위반에 대한 법원 1심 판결에 따른 구속 사유 소멸로 직무 복귀 지방교육자치에 관한 법률 위반에 대한 대법원 확정 판결로 교육감직 상실 |
| 교육부 파견 | 권한대행     | 이대영 | 2012년 9월 27일~2012년 12월 19일 | 부교육감 |
| 직선        | 제19대       | 문용린 | 2012년 12월 20일~2014년 6월 30일 | 2012년 12월 19일 재보궐선거 당선 |
| 직선        | 제20·21·22대 | 조희연 | 2014년 7월 1일~2024년 8월 29일   | 3선 역대 최장재임 지방교육자치에 관한 법률 위반에 대한 대법원 확정 판결로 교육감직 상실                                                                    |
| 교육부 파견 | 권한대행     | 설세훈 | 2024년 8월 29일~2024년 10월 16일 | 부교육감 |
| 직선        | 제23대       | 정근식 | 2024년 10월 17일~                | 2024년 10월 16일 재보궐선거 당선 |

## 같이 보기
- 서울특별시교육감 선거